# Ribeira Palma (São Tomé)
A Ribeira Palma é um curso de água do arquipélago de São Tomé e Príncipe, localizado no distrito de Lembá, ilha de São Tomé, corre para Oeste e desagua na Praia da Palma.